# Ramón Encinas
Ramón Encinas Dios (* 19. Mai 1893 in Pontevedra; † 21. März 1967 in Madrid), auch bekannt als Moncho Encinas, war ein spanischer Fußballspieler und -trainer.

## Karriere

### Als Spieler
Ramón Encinas kam 1893 als Sohn von Victoriano Encinas y Reyes (* 21. März 1857, † 29. Dezember 1896) und Isabel Dios in Pontevedra zur Welt. Er wuchs in einer Familie auf, die eine große Leidenschaft für den Fußballsport hegte, welcher sich in jenen Jahren von England ausgehend auch in Spanien einer immer größeren Popularität erfreute. Wie sein älterer Bruder Victoriano, der 1905 für den heute nach einer Fusion als FC Pontevedra bekannten Fußballverein auflief, spielte auch Ramón ab 1907 für diesen Klub. Noch als Teenager reiste er mit einem der Dampfschiffe, die damals Galicien in Richtung Uruguay und Argentinien verließen, nach Montevideo. Dort versuchte er sich in der Folge als Fußballspieler einen Namen zu machen, wobei seine Situation zeitweise so prekär war, dass er auf Parkbänken übernachten musste. Durch sein Talent spielte er in der Hauptstadt Uruguays schließlich für verschiedene Teams und sammelte wertvolle Erfahrungen, ehe er nach Spanien zurückkehrte und für Closvin, Iriña de Vigo und Racing de Vigo auflief. Als Spieler von letzterem Verein wurde er im Jahr 1920 für den spanischen Kader der Olympischen Spiele nominiert, nahm jedoch letztlich nicht an diesen teil.

### Als Trainer
Da seine Karriere als Fußballspieler nicht den gewünschten Erfolg brachte, entschied Ramón Encinas im Jahr 1922, eine Laufbahn als Fußballtrainer einzuschlagen. So trainierte er ab 1922 mit dem Tárrega FC, CD Reus und dem Palafrugell FC drei katalanische Vereine, ehe er 1925 erstmals für den FC Sevilla arbeitete. 1928 kehrte Encinas nach Galicien zurück und stand bis 1931 bei Celta Vigo unter Vertrag. In der Saison 1931/32 trainierte er den Erstligisten Deportivo Alavés. Bereits 1930 wurde er Assistent des spanischen Nationaltrainers José María Mateos, ein Amt, das er auch unter dessen Nachfolger Amadeo García Salazar ausübte. Mit Spielern wie Luis Regueiro, Isidro Lángara, Ricardo Zamora, Jacinto Quincoces und Guillermo Gorostiza nahm er daraufhin in seiner Position mit Spanien an der Weltmeisterschaft 1934 teil. Zur Saison 1933/34 übernahm Encinas den FC Sevilla und führte den Zweitligisten umgehend zurück in die Primera División. Die Saison 1934/35 schloss der Klub mit dem fünften Tabellenplatz ab. Darüber hinaus gewann der Aufsteiger am Saisonende nach Siegen gegen den Madrid FC, Athletic Madrid, CA Osasuna und CE Sabadell erstmals in der Vereinsgeschichte den spanischen Pokal.
Als 1936 der Spanische Bürgerkrieg ausbrach, kehrte Encinas in seine Heimat Pontevedra zurück und verblieb dort bis zum Kriegsende.
Zur Saison 1939/40 wurde Encinas Trainer des FC Valencia. Im Jahr darauf wurde er zum zweiten Mal Pokalsieger: Durch einen 3:1-Sieg im Finale gegen RCD Español gewann Valencia die Copa del Generalísimo 1941 und damit den ersten großen Titel der Vereinsgeschichte. In der Spielzeit 1941/42 führte Encinas den FC Valencia mit 40 Punkten aus 26 Spielen, 85 Toren und einem deutlichen 7-Punkte-Vorsprung vor dem Zweitplatzierten, Real Madrid, schließlich auch zum erstmaligen Gewinn der spanischen Meisterschaft. Daraufhin wurde er zur Saison 1942/43 von Real Madrid unter Vertrag genommen. Mit dem Hauptstadtklub verpasste er in der Copa del Generalísimo 1943 durch eine 0:1-Niederlage im Finale gegen Atlético Bilbao seinen dritten Pokaltriumph und nach zwei schwierigen Anfangsjahren in der Liga 1944/45 mit einem Punkt Rückstand nur knapp die Meisterschaft. Mit Beginn der Saison 1945/46 übernahm Encinas erneut den FC Sevilla. Dies war die letzte Station seiner Trainerkarriere. Als Trainer des Vereins aus Andalusien gewann er mit Spielern wie Juan Arza bereits im Premierenjahr den ersten Meistertitel der Vereinshistorie. Nach der Spielzeit 1946/47 trat er als Trainer des Teams zurück, unterstützte jedoch seinen Nachfolger, Patricio Caicedo, als dieser den Verein 1948 zum Pokalsieg führte. Von 1948 bis 1958 blieb Encinas dem Klub als Technischer Sekretär verbunden. 1959 war er noch einmal kurz als Trainer des Vereins tätig. Anschließend ging er in den Ruhestand und verbrachte den Rest seines Lebens in seiner Heimat Pontevedra. Aufgrund einer schweren Krankheit wurde er zuletzt jedoch in einem Krankenhaus in Madrid behandelt. Er verstarb am 21. März 1967 und wurde in Pontevedra beerdigt.

## Titel und Erfolge
Als Trainer:
- Spanischer Meister: 1942, 1946
- Spanischer Pokalsieger: 1935, 1941
- Aufstieg in die Primera División: 1934